# 洪水橋（洪元路）巴士總站
洪水橋（洪元路）巴士總站，現時亦有4條巴士線（有3條只在平日繁忙時間才提供服務）以本站作為終點站，本站設有站長室、車長休息室及茶水間、儲物間及明途聯繫公司洪水橋分公司。

## 路線資料

### 九龍巴士64X線
- 洪水橋（洪元路） → 香港科學園

### 過海隧道巴士960P線
- 洪水橋（洪元路） → 銅鑼灣（維多利亞公園）

960線的特別班次，提供洪水橋、藍地、屯門新墟及屯門市中心往中環、金鐘、灣仔及銅鑼灣的過海隧巴服務，由九巴獨自經營，前身為1998年11月16日開辦的960晨早特別班次，1999年11月8日起正名為960P，只在平日早上開出3班，方便青山公路（洪水橋、藍地）一帶居民往港島上班。2012年2月27日起，960P是由洪水橋鐵路站（洪水橋）搬遷至本站，成為首條過海隧道巴士設在本站（第3條為本線），上午班次則以此站為起點站。

### 過海隧道巴士960X線(上午班次)
- 洪水橋（洪元路） → 鰂魚涌（英皇道）

960線的特別班次，提供洪水橋、藍地、田景邨及屯門市中心來往北角及鰂魚涌的過海隧巴服務，由九巴獨自經營，2012年8月6日起正名為960X，方便青山公路（洪水橋、藍地）及田景邨一帶居民往港島（北角鰂及魚涌）上班。成為首條過海隧道巴士設於本站（第4條為本線），上午班次則以此站為起點站，下午繁忙時間班次則以此站為中途站。

### 過海隧道巴士R960線
- 洪水橋（洪元路）→ 銅鑼灣（維園正門）

### 龍運巴士A34線
- 洪水橋（洪元路） ↔ 機場（地面運輸中心）

於2020年12月28日投入服務，途經藍地、兆康苑、欣田邨、田景邨、良景邨、大興邨、山景邨、龍門居、富健花園、蝴蝶邨、屯門赤鱲角隧道、港珠澳大橋香港口岸及一號客運大樓。

## 路線途經資料

### 過海隧道巴士960A線
- 中環（砵典乍街） → 洪水橋（洪福邨）